# Сесто-аль-Регена
Сесто-аль-Регена (итал. Sesto al Reghena) — коммуна в Италии, располагается в регионе Фриули-Венеция-Джулия, в провинции Порденоне.
Население составляет 6136 человек (2008 г.), плотность населения составляет 146 чел./км². Занимает площадь 41 км². Почтовый индекс — 33079-33071-33070-33073. Телефонный код — 0434.
В коммуне 15 августа особо празднуется Успение Пресвятой Богородицы.

## Демография
Динамика населения:

## Администрация коммуны
- Официальный сайт: http://www.comune.sesto-al-reghena.pn.it/